# Macierz antyhermitowska
Macierz antyhermitowska – macierz kwadratowa {\displaystyle A} o elementach zespolonych {\displaystyle a_{i,j},} w której elementy leżące symetrycznie względem głównej przekątnej są wzajemnie zminusowanym sprzężeniem:
{\displaystyle a_{i,j}=-{\overline {a_{j,i}}}.}
Symbolicznie można to zapisać jako:
{\displaystyle A^{\dagger }=-A,}
gdzie {\displaystyle \dagger } oznacza sprzężenie hermitowskie macierzy.
Macierze antyhermitowskie można traktować jako zespolony odpowiednik rzeczywistych macierzy antysymetrycznych lub jako macierzowy odpowiednik liczb urojonych (wraz z zerem).
Macierze antyhermitowskie wymiaru {\displaystyle n\times n} tworzą algebrę Liego {\displaystyle u(n),} która generuje grupę Liego {\displaystyle U(n)} macierzy unitarnych.
Macierze antyhermitowskie o śladzie równym 0 wymiaru {\displaystyle n\times n} tworzą algebrę Liego {\displaystyle su(n),} która generuje grupę Liego {\displaystyle U(n)} specjalnych macierzy unitarnych (tj. macierzy unitarnych o wyznaczniku równym 1).
Pojęcie może zostać uogólnione na przekształcenia liniowe zespolonej przestrzeni wektorowej z normą półtoraliniową.

## Przykłady
- {\displaystyle {\begin{bmatrix}0&2+i\\-(2-i)&0\end{bmatrix}},\ \ {\begin{bmatrix}-i&2+i\\-(2-i)&0\end{bmatrix}}}

- Macierze Pauliego mnożone przez jednostkę urojoną {\displaystyle i,} tj.

{\displaystyle i\sigma _{1}=i\left[{\begin{matrix}0&&1\\1&&0\end{matrix}}\right],\ {}} {\displaystyle i\sigma _{2}=i\left[{\begin{matrix}0&&\!\!\!-i\\i&&0\end{matrix}}\right],\ {}} {\displaystyle i\sigma _{3}=i\left[{\begin{matrix}1&&0\\0&&\!\!\!-1\end{matrix}}\right].}

## Twierdzenia
- Wartości własne macierzy antyhermitowskiej są zerami lub liczbami urojonymi.
- Macierze antyhermitowskie są macierzami normalnymi, stąd są one diagonalizowalne, a ich wektory własne dla różnych wartości własnych muszą być prostopadłe[4][5].
- Elementy głównej przekątnej macierzy antyhermitowskiej są zerami lub liczbami urojonymi[6].
- Jeżeli {\displaystyle A,B} są macierzami antyhermitowskimi, to {\displaystyle a\,A+b\,B} jest macierzą antyhermitowską dla wszystkich skalarów {\displaystyle a,b} rzeczywistych[1].
- Jeżeli {\displaystyle A} jest macierzą antyhermitowską, to zarówno macierze {\displaystyle i\,A} oraz {\displaystyle -i\,A} są hermitowskie[1].
- Jeżeli {\displaystyle A} jest macierzą antyhermitowską, to dla liczby parzystej {\displaystyle k} macierz {\displaystyle A^{k}} jest hermitowska, a dla liczby nieparzystej {\displaystyle k} macierz {\displaystyle A^{k}} jest antyhermitowska.

- Macierz {\displaystyle \left(A+A^{\dagger }\right)} jest hermitowska.
- Macierz {\displaystyle \left(A-A^{\dagger }\right)} jest antyhermitowska.

Wynika stąd, że:
- komutator macierzy hermitowskiej jest macierzą antyhermitowską, tj. {\displaystyle \left[A,B\right]^{\dagger }=-\left[A,B\right],}

- dowolną (kwadratową) macierz {\displaystyle C} można jednoznacznie zapisać jako sumę macierzy hermitowskiej {\displaystyle A} i macierzy antyhermitowskiej {\displaystyle B}[1]

{\displaystyle C=A+B\quad {\mbox{gdzie}}\quad A={\frac {1}{2}}(C+C^{\dagger }),\ \ \quad B={\frac {1}{2}}(C-C^{\dagger })}
- Jeżeli macierz {\displaystyle A} jest antyhermitowska, to {\displaystyle e^{A}} jest macierzą unitarną (por. eksponenta macierzy).
- Przestrzeń macierzy antyhermitowskich wymiaru {\displaystyle n\times n} tworzy algebrę Liego {\displaystyle u(n)} grupy macierzy unitarnych {\displaystyle U(n).}
- Przestrzeń macierzy antyhermitowskich wymiaru {\displaystyle n\times n} bezśladowych (tj. o śladzie równym 0) tworzy algebrę Liego {\displaystyle su(n)} specjalnej grupy macierzy unitarnych {\displaystyle SU(n).}

## Ogólna postać macierzy antyhermitowskiej. Algebry Liego
Macierze antyhermitowskie wymiaru {\displaystyle n\times n} mają na przekątnej liczby urojone lub zera, a wyrazy poza przekątną są w ogólności zespolone i takie, że wyrazy leżące symetrycznie względem przekątnej są postaci {\displaystyle a} oraz {\displaystyle -{\overline {a}},} gdzie {\displaystyle {\overline {a}}} – liczba sprzężona do liczby {\displaystyle a.}
Macierze hermitowskie wymiaru {\displaystyle n\times n} mają więc ogólną postać
{\displaystyle {\begin{bmatrix}ip_{1}&a&b&\cdots \\-{\overline {a}}&ip_{2}&c&\cdots \\-{\overline {b}}&-{\overline {c}}&ip_{3}&\cdots \\\cdots &\cdots &\cdots &\cdots \end{bmatrix}},\;p_{1},p_{2},p_{3},\dots \in \mathbb {R} ,a,b,c,\dots \in \mathbb {C} }
gdzie:
- {\displaystyle i} – jednostka urojona,
- {\displaystyle {\overline {a}},{\overline {b}},{\overline {c}},\dots } – sprzężenia zespolone liczb {\displaystyle a,b,c,\dots }

Macierze te zależą w ogólności od {\displaystyle n^{2}} parametrów rzeczywistych i tworzą przestrzeń wektorową {\displaystyle n^{2}} – wymiarową. Macierze bezśladowe wymiaru {\displaystyle n\times n} zależą od {\displaystyle n^{2}-1} parametrów (warunek {\displaystyle Tr(A)=0} daje jedno dodatkowe równanie, które pozwala obliczyć jeden z parametrów w zależności od pozostałych) i tworzą podprzestrzeń, która jest algebrą Liego {\displaystyle su(n).} Powyższe stwierdzenia omówimy na przykładach.

### Macierze antyhermitowskie 2 × 2
– mają ogólną postać
{\displaystyle {\begin{bmatrix}ip_{1}&a\\-{\overline {a}}&ip_{2}\end{bmatrix}},\;p_{1},p_{2}\in \mathbb {R} ,\;\;a\in \mathbb {C} .}
Widać, że macierze te w ogólności zależą od 4 parametrów {\displaystyle \mathrm {re} \;a,\,\mathrm {im} \;a,\,p_{1},\,p_{2}} i tworzą przestrzeń wektorową 4-wymiarową.
Macierze bezśladowe tworzą podprzestrzeń {\displaystyle 2^{2}-1=3} – wymiarową, która jest algebrą Liego su(2). Bazą tej przestrzeni są np. macierze Pauliego mnożone przez jednostkę urojoną {\displaystyle i..}

### Macierze antyhermitowskie 3 × 3
– mają ogólną postać
{\displaystyle {\begin{bmatrix}ip_{1}&a&b\\-{\overline {a}}&ip_{2}&c\\-{\overline {b}}&-{\overline {c}}&ip_{3}\end{bmatrix}},\;p_{1},p_{2},p_{3}\in \mathbb {R} ,\;\;a,b,c\in \mathbb {C} .}
Macierze te zależą w ogólności od {\displaystyle 3^{2}=9} parametrów rzeczywistych (3 liczby na przekątnej, 3 części rzeczywiste i 3 zespolone liczb {\displaystyle a,b,c}) i tworzą przestrzeń wektorową {\displaystyle 9} – wymiarową. Macierze bezśladowe wymiaru {\displaystyle 3\times 3} zależą od {\displaystyle 3^{2}-1=8} parametrów i tworzą podprzestrzeń {\displaystyle 8} -wymiarową, która jest algebrą Liego su(3). Generatorami tej algebry są np. macierze Gell-Manna mnożone przez jednostkę urojoną {\displaystyle i.}